# Єнбек (Казталовський район)
Єнбе́к (каз. Еңбек) — село у складі Казталовського району Західноказахстанської області Казахстану. Входить до складу Караобинського сільського округу.
Населення — 141 особа (2021; 163 у 2009, 205 у 1999, 221 у 1989).